# Tuftcel

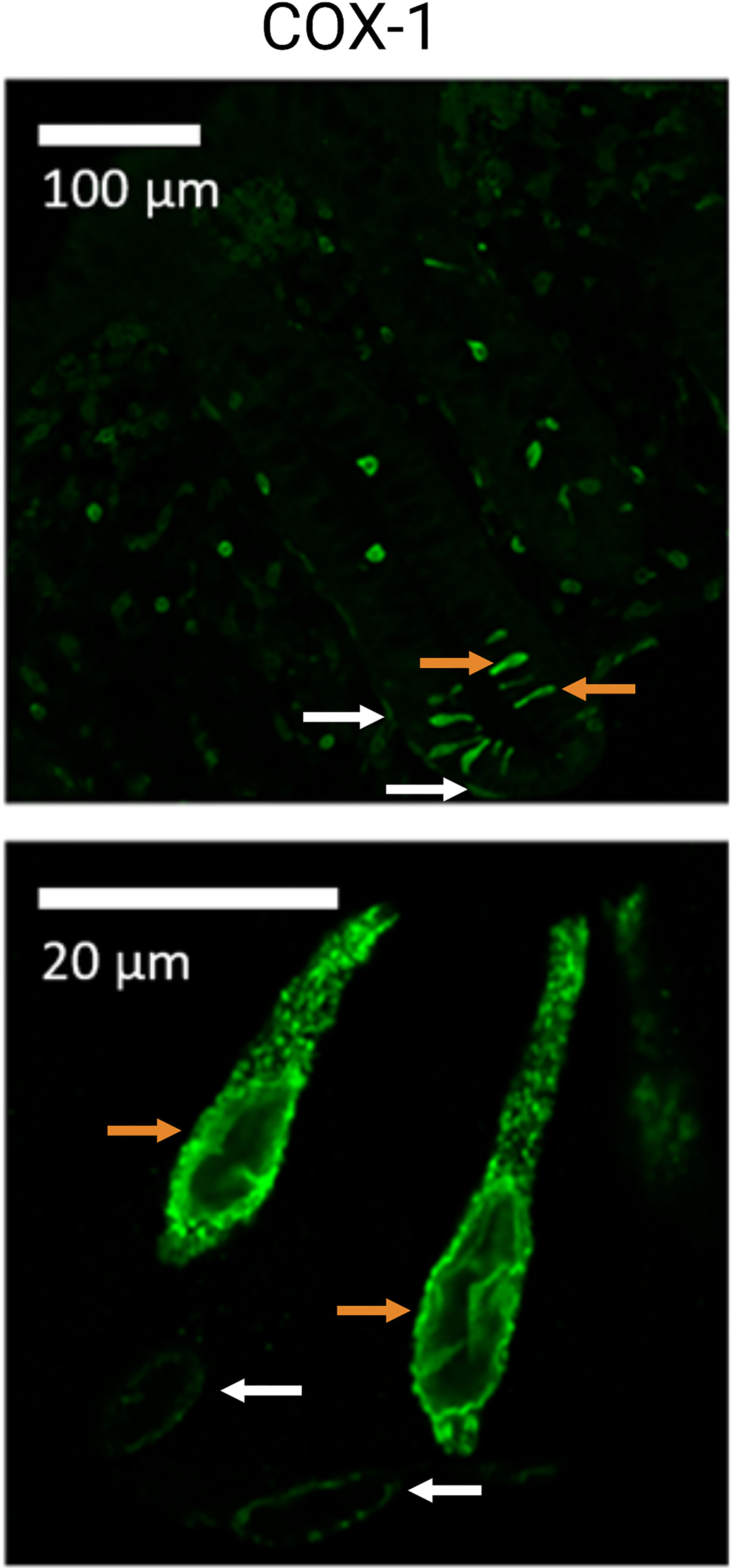
Tuftcellen (oranje pijlen)

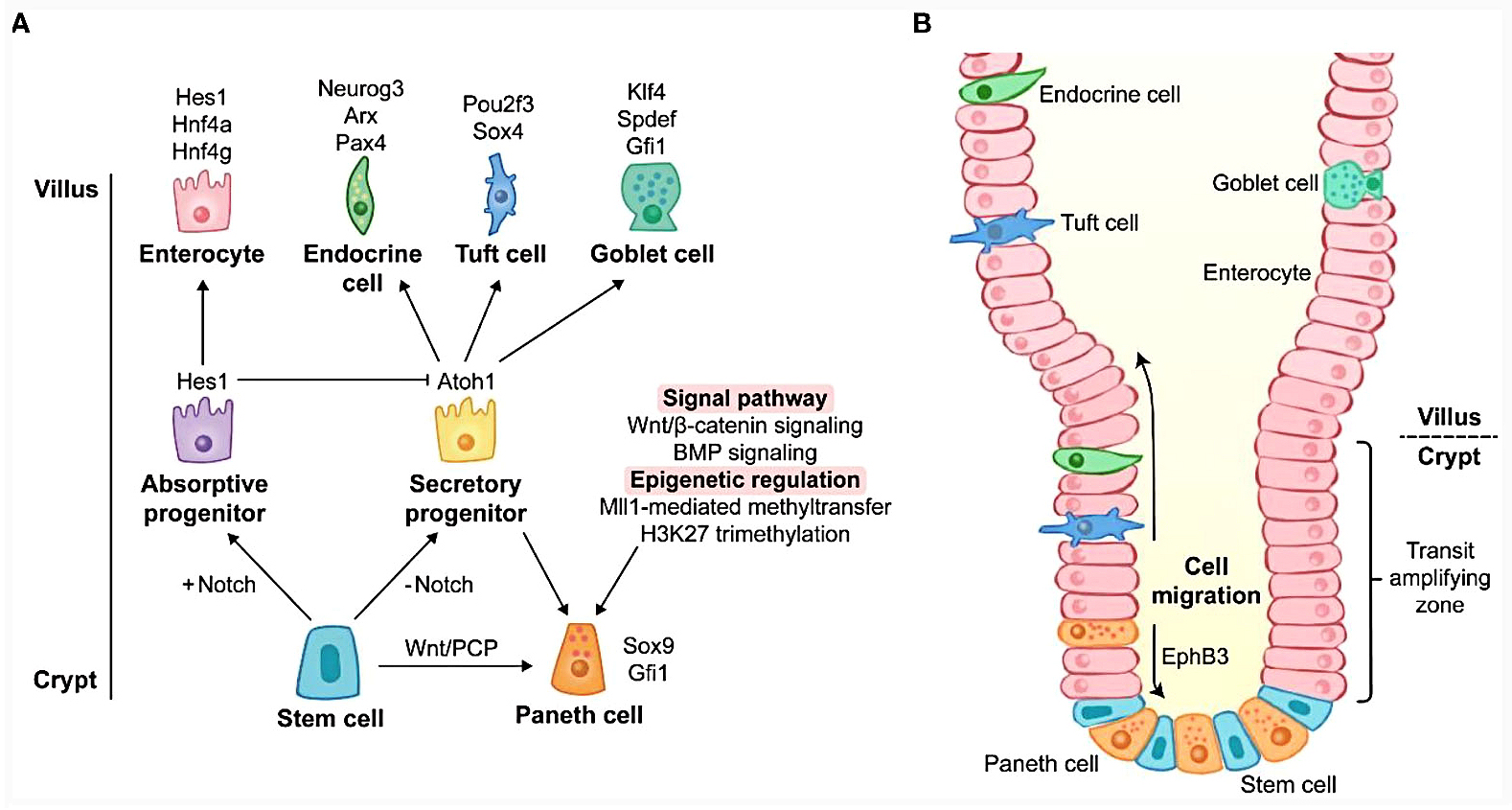
Darmepitheel met herkomst soorten darm-epitheelcellen bij de mens inclusief tuftcellen.

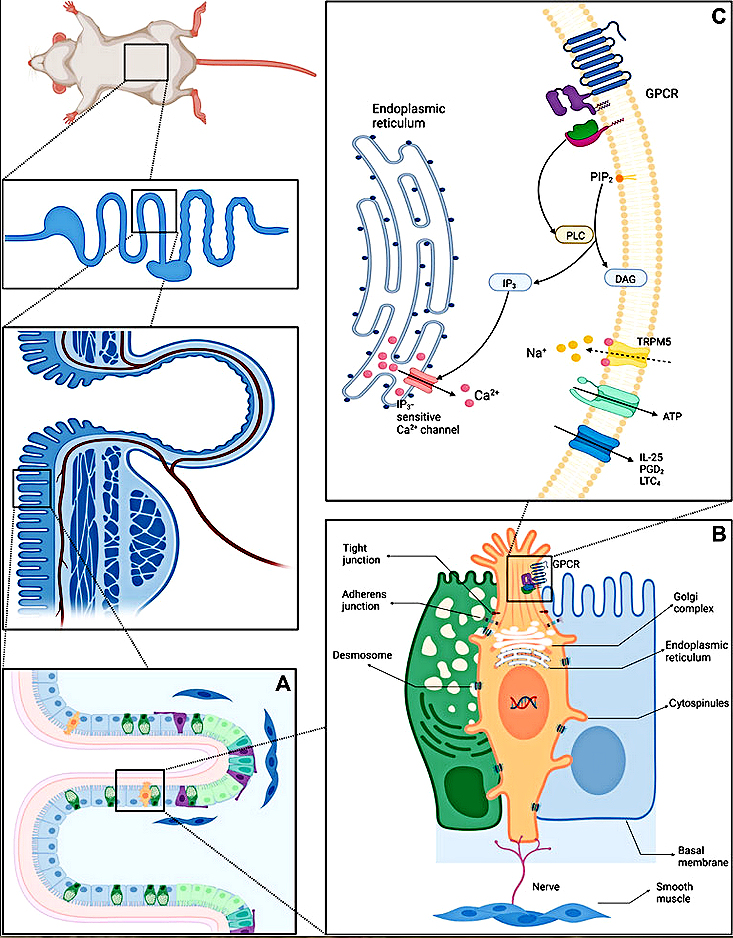
B: darmepitheelcellen van links naar rechts: slijmbekercel, tuftcel, enterocyt.

Tuftcellen zijn chemosensorische cellen in de epitheelbekleding van de darmen. Vergelijkbare tuftcellen worden aangetroffen in het respiratoire epitheel, waar ze borstelcellen worden genoemd. De naam "tuft" verwijst naar de borstelachtige microvilli die uit de cellen steken. Normaal gesproken zijn er maar weinig tuftcellen aanwezig, maar het is aangetoond dat ze sterk toenemen tijdens een infectie door een wormparasiet. Verschillende onderzoeken hebben een rol voorgesteld voor tuftcellen bij de verdediging tegen wormparasitaire infectie. In de darmen zijn tuftcellen de enige bron van uitgescheiden interleukine 25 (IL-25).
ATOH1 is vereist voor de specificatie van tuftcellen, maar niet voor het behoud van een volwassen gedifferentieerde staat, en uitschaklen van Notch resulteert in een verhoogd aantal tuftcellen.

## Menselijke tuftcellen
Het menselijke maag-darmkanaal heeft over de gehele lengte tuftcellen. Deze cellen bevinden zich tussen de crypten en darmvlokken. Op de basale pool van alle cellen werd DCLK1 tot expressie gebracht. Ze hedden niet dezelfde morfologie als beschreven in dierstudies, maar ze vertonen een apicale borstelrand van dezelfde dikte. Colocalisatie van synaptophysine en DCLK1 isgevonden in de twaalfvingerige darm, dit suggereert dat deze cellen een neuro-endocriene rol spelen in deze regio. Een specifieke marker van darmtuftcellen is DCLK1. Tuftcellen die positief zijn voor deze kinase zijn belangrijk bij gastro-intestinale chemosensatie, ontsteking of kunnen wonden in de darm herstellen.

## Functie
Een sleutel tot het begrijpen van de rol van tuftcellen is dat ze veel kenmerken delen met chemosensorische cellen in smaakpapillen. Ze uiten bijvoorbeeld veel smaakreceptoren en smaaksignaleringssensoren. Dit zou kunnen suggereren dat tuftcellen kunnen functioneren als chemoreceptieve cellen die veel chemische signalen om zich heen kunnen waarnemen. Echter meer nieuw onderzoek suggereert dat tuftcellen ook kunnen worden geactiveerd door de smaakreceptorsensor. Deze kunnen ook worden getriggerd door verschillende kleine moleculen, zoals succinaat en aeroallergenen. Tuftcellen staan erom bekend verschillende moleculen af te scheiden die belangrijk zijn voor biologische functies. Hierdoor fungeren tuftcellen als gevaarsensoren en activeren ze een afscheiding van biologisch actieve mediatoren. Desondanks zijn de signalen en de mediatoren die ze afscheiden volledig afhankelijk van de context. Tuftcellen die zich in de urinebuis bevinden, reageren bijvoorbeeld op bittere verbindingen door activering van de smaakreceptor. Dit resulteert vervolgens in een stijging van intracellulair Ca2+ en de afgifte van acetylcholine. Men denkt dat dit vervolgens een activering van verschillende andere cellen in de buurt veroorzaakt, wat vervolgens leidt tot een mictiereflex en een betere lediging van de urineblaas.

### Tuftcellen bij type-2-immuniteit
Er is gevondn dat de tuftcellen in de darmen van muizen worden geactiveerd door parasitaire infecties. Dit leidt tot een secretie van IL-25. IL-25 is de belangrijkste activator van aangeboren lymfocyten type 2. Dit initieert en versterkt vervolgens de type-2 cytokinerespons, gekenmerkt door secretie van cytokines uit ILC2-cellen. Weefselverandering tijdens type-2-immuunrespons is gebaseerd op cytokine-interleukine (IL)-13. Deze interleukine wordt voornamelijk geproduceerd door groep 2 aangeboren lymfocyten (ILC2's) en type 2 T-helpercellen (Th2's) in de lamina propria. Ook tijdens worminfectie neemt de hoeveelheid tuftcellen dramatisch toe. Hyperplasie van tuftcellen en slijmbekercellen is een kenmerk van type-2-infectie en wordt gereguleerd door een feed-forward-signaleringscircuit. IL-25 geproduceerd door tuftcellen induceert IL-13-productie door ILC2's in de lamina propria. IL-13 interageert vervolgens met niet-gecommitteerde epitheliale voorlopers om hun afstammingslijnselectie richting slijmbeker- en tuftcellen te beïnvloeden. Als gevolg hiervan is IL-13 verantwoordelijk voor een dramatische verandering van enterocytepitheel naar epitheel dat wordt gedomineerd door tuft- en slijmbekercellen. Zonder IL-25 van tuftcellen wordt de verwijdering van wormen vertraagd. De type-2 immuunrespons is gebaseerd op tuftcellen en de respons is ernstig verminderd zonder de aanwezigheid van deze cellen, wat de belangrijke fysiologische functie van deze cellen tijdens worminfectie bevestigt.[8] Activering van T-helper-cellen is een belangrijk onderdeel van deze feed-forward-lus. De activering van tuftcellen in de darm is verbonden met de metaboliet barnsteenzuur, dat wordt geproduceerd door de parasiet en bindt aan de specifieke tuftcellenreceptor Succinate receptor 1 (Sucnr1) op hun oppervlak. Ook de rol van darmcellen kan belangrijk zijn voor de lokale regeneratie in de darm na een infectie.

## Morfologie

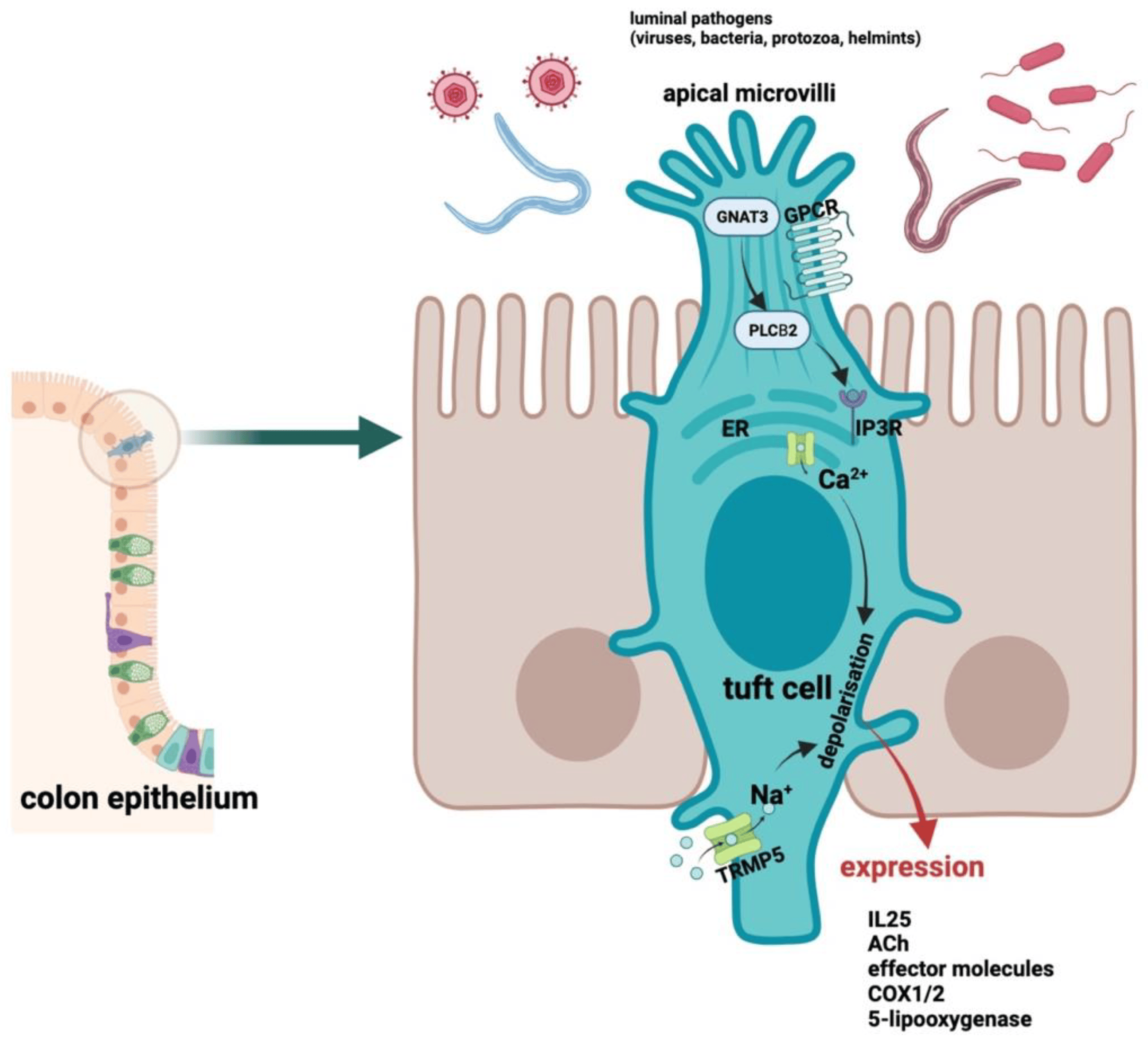
Structuur en basisfuncties van de tuftcel

Tuftcellen werden voor het eerst geïdentificeerd in de luchtpijp en het maag-darmkanaal bij knaagdieren, vanwege hun typische morfologie, door middel van elektronenmicroscopie. Het karakteristieke tubulovesiculaire systeem en de apicale bundel microfilamenten die met tuft verbonden zijn door lange en dikke microvilli, die tot in het lumen reiken, gaven ze hun naam. Deze figuur gaf deze cellen hun naam en de hele getufte morfologie. De verdeling en grootte van de microvilli van de tuftcellen zijn heel anders dan die van de enterocyten die eraan grenzen. Ook hebben tuftcellen, in vergelijking met enterocyten, geen terminale web aan de basis van de apicale microvilli.
Andere kenmerken van tuftcellen zijn: 
- een vrij smal apicaal celmembraan waardoor de tuftcellen aan de bovenkant als ingeknepen worden gezien,
- prominente microfilamenten van actine die zich uitstrekken tot aan de cel en net boven de celkern eindigen,
- grote maar grotendeels lege apicale vesikels die een tubulovesiculair netwerk vormen,
- aan de apicale zijde van de celkern bevindt zich een golgicomplex,
- ontbreken van een ruw endoplasmatisch reticulum en
- desmosomen met een strakke verbinding die tuftcellen aan hun enterocytburen vasthecht.[9]

De vorm van het tuftcellichaam varieert en is afhankelijk van het orgaan:
- tuftcellen in de darm zijn cilindrisch en smal aan de apicale en basale uiteinden.
- longblaasjestuftcellen zijn platter in vergelijking met darmtuftcellen en
- galblaastuftcellen hebben een kubusvorm.

Verschillen in tuftcellen kunnen de specifieke functies van hun orgaan weerspiegelen. Tuftcellen brengen chemosensorische eiwitten tot expressie, zoals TRPM5 en α-gustducine. Deze eiwitten geven aan dat naburige zenuwcellen tuftcellen kunnen innerveren.
Tuftcellen kunnen worden geïdentificeerd door kleuring voor cytokeratine 18, neurofilamenten, actinefilamenten, geacetyleerde tubuline en DCLK1 om onderscheid te maken tussen tuftcellen en enterocyten.
Tuftcellen worden aangetroffen in de darmen en de maag, en als longborstelcellen in de luchtwegen, van de neus tot de longblaasjes.

## Klinische betekenis
Een verlies van tolerantie voor antigenen die in de omgeving voorkomen, veroorzaakt inflammatoire darmziekte en de ziekte van Crohn bij mensen die genetisch gevoeliger zijn. Een parasitaire worminfectie induceert een type-2 immuunreactie, veroorzaakt herstel van het slijm en bereikt klinische remissie. Tijdens een zware infectie kunnen tuftcellen hun eigen specificatie maken en de hyperplasie van tuftcellen is een belangrijke reactie op de uitdrijving van de wormparasiet. Dit toont aan dat de stimulering van de tuftcelfunctie effectief kan zijn bij de behandeling van de ziekte van Crohn.

## Geschiedenis en voorkomen
Tuftcellen werden voor het eerst ontdekt in de luchtpijp van de rat en in de maag van de muis.
Eind jaren twintig volgde Dr. Chlopkov een project over ontwikkelingsstadia van slijmbekercellen in de darmen. Onder de microscoop vond hij een cel met een bundel ongewoon lange microvilli die uit de darmwand oprezen. Hij dacht dat hij een darmslijmbekercel in een vroeg stadium had gevonden, maar het was in feite het eerste rapport van een nieuwe epitheliale afstammingslijn die we nu de tuftcel noemen. In 1956 beschreven twee wetenschappers, Rhodin en Dalhamn, tuftcellen in de luchtpijp van de rat; later datzelfde jaar vonden Järvi en Keyriläinen vergelijkbare cellen in de maag van de muis.
Tuftcellen bevinden zich over het algemeen in de cilindrische met epitheel beklede organen die afkomstig zijn van het endoderm. Bij knaagdieren zijn ze aangetroffen: bijvoorbeeld in de luchtpijp, de thymus, de maagklieren, de galblaas, de dunne darm, de dikke darm, de buis van Eustachius, de alvleesgang en de urinebuis. Tuftcellen zijn meestal alleen voorkomende cellen en nemen <1% van het epitheel in beslag. In de galblaas van muizen en de gal- en alvleesgang van ratten zijn de tuftcellen talrijker, maar komem nog steeds alleen voor.